# Lígia Maria Salgado Nóbrega
Lígia Maria Salgado Nóbrega (Natal, 30 de julho de 1947 – Rio de Janeiro, 29 de março de 1972) foi uma militante e guerrilheira brasileira, integrante da organização de extrema-esquerda Vanguarda Armada Revolucionária – Palmares (VAR-Palmares), que participou da luta armada contra a ditadura militar brasileira (1964–1985). Foi morta aos 24 anos no Rio de Janeiro, grávida de dois meses, executada pelos órgãos de segurança do governo, no que ficou conhecido como Chacina de Quintino.

## Biografia
Nascida na capital do Rio Grande do Norte mas criada desde cedo em São Paulo onde levava uma vida de jovem da classe média, estudou no Colégio Estadual Fernão Dias, no bairro de Pinheiros, onde concluiu o curso normal. Em 1967 ingressou no curso de Pedagogia da USP. Baixinha, cabelos curtos partidos no meio, frequentadora assídua do centro acadêmico e míope que usava óculos grandes e grossos, em 1970 passou a militar e participar de ações clandestinas da VAR-Palmares,  depois da promulgação do AI-5, que fechou os canais legais de participação e de expressão da população.
Em 5 de fevereiro de 1972, integrantes da VAR-Palmares, ALN e do PCBR assassinaram a tiros no centro do Rio o marinheiro inglês David Cuthberg, que se encontrava no país juntamente com uma força-tarefa da Marinha Britânica para as comemorações dos 150 anos de Independência do Brasil. Ligia foi citada por relatórios dos órgãos de segurança como integrante do grupo responsável pelo atentado, distribuindo panfletos que informavam que o ato teria sido uma forma de solidariedade à luta do Exército Republicano Irlandês contra o domínio inglês. Morreu aos 24 anos de idade, junto com Antônio Marcos Pinto de Oliveira e Maria Regina Lobo Leite Figueiredo, em suposto tiroteio na Avenida Suburbana n° 8985, casa 72, no bairro carioca de Quintino, depois da invasão do local por agentes da repressão, na chamada Chacina de Quintino. Na invasão da casa, onde morava com James Allen da Luz, um dos chefes da VAR-Palmares e de quem estava grávida de dois meses, Lígia teria sido ferida com um tiro na perna, segundo os agentes. A morte foi informada à família por um agente:
"A família de Ligia Maria Salgado Nóbrega que mora em São Paulo foi visitada por um agente policial pouco antes de anunciada sua morte pela televisão querendo ele saber, de maneira hipócrita, notícias dela. No entanto, a família só tomou conhecimento de sua morte, abruptamente, pela noticia da televisão.
No dia seguinte, seu corpo deu entrada no Instituto Médico Legal vindo do DOPS, com manchas escuras e escoriações nas costas e um tiro na cabeça. Fotos e laudo de perícia de local (n° 1884/72 e Ocorrência n° 264/72) feitas pelo Instituto de Criminalística Carlos Éboli /RJ mostram o corpo de Lígia baleado. O jornal Correio da Manhã, de 6 de abril de 1972, publicou a notícia de sua morte, sob o título "Terroristas Morrem em Tiroteio: Quintino", onde há uma foto de Aurora Maria Nascimento Furtado, outra guerrilheira, com o nome de Lígia. Foi sepultada no  Cemitério de São Paulo.

## Laudo posterior da morte
Em 2013, o setor carioca da Comissão da Verdade fez novas investigações sobre o caso. Documentos em arquivos públicos foram vasculhados, seus integrantes foram a Quintino ouvir testemunhas da época (onde descobriram que o endereço da casa na verdade fica em Cascadura), solicitaram peritos de  Brasília e conseguiram o depoimento de um especialista que, em 1972, examinou os corpos no IML. De acordo com este especialista, não havia qualquer vestígio de pólvora nas mãos dos mortos, o que colocou por terra a versão do governo de que havia ocorrido um tiroteio com a morte dos guerrilheiros. Testemunhas que eram vizinhas dos guerrilheiros na época, declararam que Lígia foi a primeira a ser abatida, após se render com as mãos sobre a cabeça na entrada da casa. A execução dos três, foi então reconhecida oficialmente pela Comissão e permitiu aos parentes das vítimas entrarem com ações contra o Estado por assassinato. 

## Legado
Em 2013, a revista IstoÉ fez um paralelo entre as vidas de Lígia Salgado e Dilma Rousseff, onde a chama de "A Dilma que morreu". Uma vivendo em São Paulo e outra em Minas Gerais, as duas nasceram em 1947, entraram para o curso normal em 1964, entraram na faculdade em 1967, onde se tornaram grandes frequentadoras dos círculos acadêmicos estudantis. Em 1969, as duas se vincularam à VAR-Palmares, cada uma numa célula de um estado e no início de 1970 as duas eram perseguidas pela polícia com fotografias em cartazes de procurados. Segundo a revista, se Dilma não tivesse sido presa no início de 1970, poderia ser ela a estar no lugar de Lígia na casa de Quintino; a diferença entre o destino delas, uma morta grávida a tiros e tortura aos 24 anos e a outra eleita décadas depois presidente do Brasil, teria sido a época. No início de 1970, quando Dilma Rousseff foi presa, os órgãos do governo que combatiam os guerrilheiros ainda prendiam. Em 1972, quando Lígia foi morta, apenas matavam. 
Uma moderna praça comunitária de 7600 m² com áreas de lazer, teatro de arena, espaço cultural e playgrounds no bairro de Cidade Ademar, na cidade de São Paulo, foi inaugurada em 2009 e batizada em sua homenagem.